# سها هاشم عبد الجواد
سها هاشم عبد الجواد (1 يوليو 1969 -) هي أكاديمية وباحثة سعودية، وعميدة كلية علوم الأسرة بجامعة طيبة. هي رئيسة اللجنة النسائية في بيت المدينة المنورة.

## حياتها ونشأتها ومسيرتها
ولدت في 1 يوليو 1969 في المدينة المنورة، ألفت كتاب خواطر السها، ظهرت في عدة مقابلات منها قناة الثقافية، إذاعة mbc، إذاعة الرياض، إذاعة جدة.